# Tham & Videgård Arkitekter

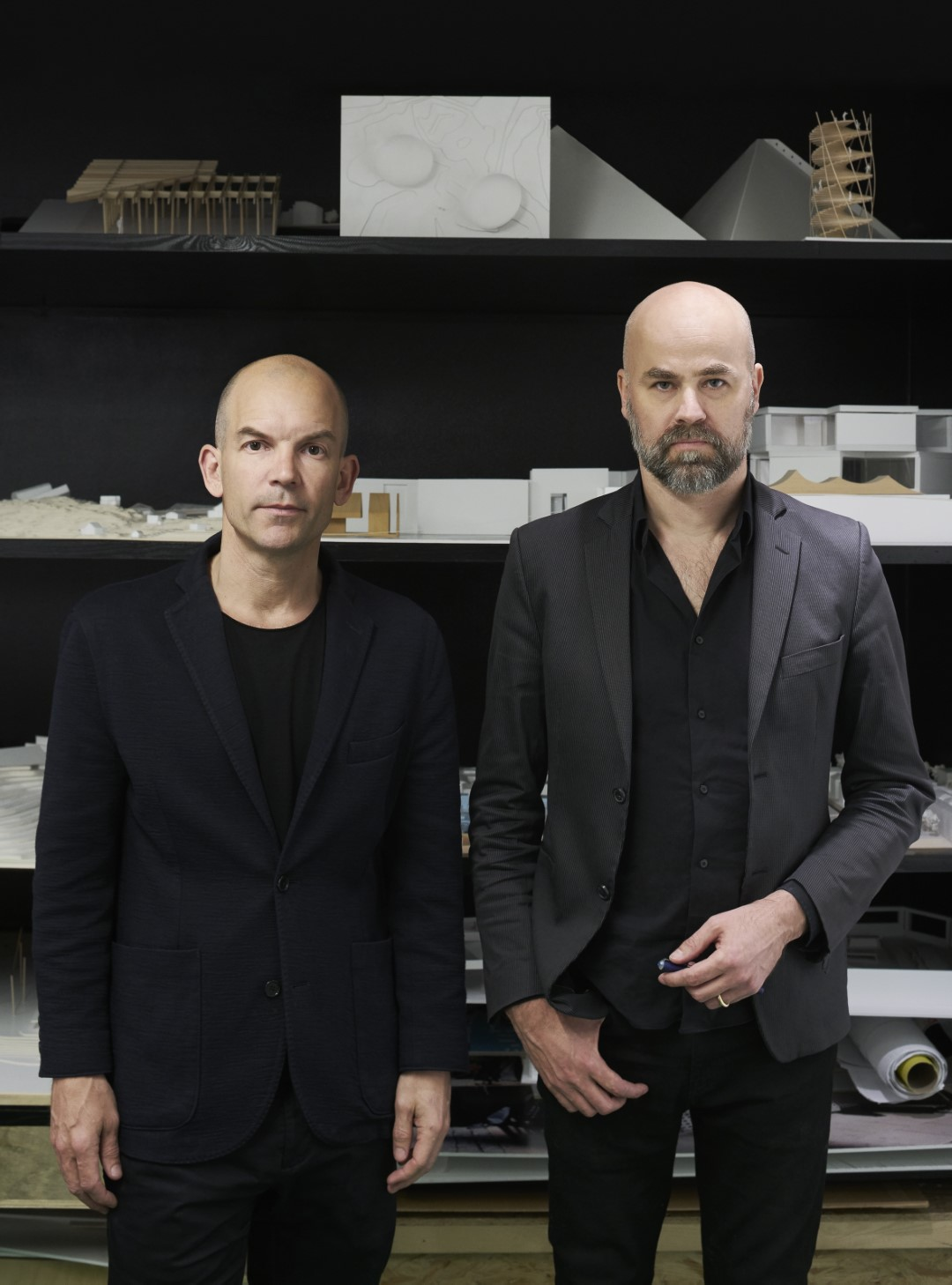
Bolle Tham och Martin Videgård

Tham & Videgård Arkitekter är ett svenskt arkitektkontor grundat år 1999 av Bolle Tham och Martin Videgård. Kontoret arbetar i arkitekturens alla skalor med projekt inom stadsplanering, publika byggnader, utbildningsbyggnader, hotell, bostäder, privathus, inredningar och produktdesign. Tham & Videgård har sedan starten genomfört ett stort antal byggnadsverk som prisbelönats och även rönt stor uppmärksamhet internationellt.
Kontoret har bland annat ritat Kalmar Konstmuseum (2008) och Arkitekturskolan KTH (2015), som båda belönats med Kasper Salin-priset. Exempel på andra projekt är Moderna museet Malmö (2010), Creek House (belönat med Sveriges Arkitekters Villapris 2015) och Mirrorcube för TreeHotel i Harads (2010).
Tham & Videgårds arbete har av den finske arkitekten och arkitekturteoretikern Juhani Pallasmaa beskrivits som "djupt och fast förankrat i en nordisk attityd av förnuft, måttlighet och anspråkslöshet...vad gäller formell, estetisk artikulation och atmosfär, har deras projekt en mer abstrakt, intellektuell position och universell karaktär än vad vi traditionellt förväntar oss av den nordiska arkitekturen."
Tham & Videgårds arbeten har visats på flera av Venedigs Arkitekturbiennaler, på Louisiana i Danmark, på Chicagos Arkitekturbiennal, i separatutställningarna Tham & Videgård In Detail i München och Hamburg (2018) och The Operative Elements of Architecture på La Galerie d’Architecture i Paris (2014). I samband med den senare utställningen publicerades en bok med samma namn på bokförlaget Arena som förklarar grunderna för kontorets designprocess och arbetssätt.
2017 publicerade en av världens största arkitekturtidskrifter, El Croquis, ett monografinummer om Tham & Videgård. Det var första och hittills enda gången ett nordisk arkitektkontor utvalts och publicerats i El Croquis.
Grundarna Bolle Tham och Martin Videgård är sedan 2016 ledamöter av Konstakademien, Kungl. Akademien för de fria konsterna. De undervisar och föreläser regelbundet vid de svenska utbildningarna KTH, LTH och Chalmers, och på arkitekturskolor internationellt som t.ex. MIT i Chicago, Harvard GSD i Cambridge, Architectural Association (AA) London och ETH Zürich. Under läsåret 2014–2015 var de gästprofessorer på Peter Behrens School of Architecture i Düsseldorf.

## Byggnadsverk i urval
- 2017  Alma, Nybrogatan
- 2015  Arkitekturskolan KTH, Stockholm
- 2015  Bostäder Västra kajen, Jönköping
- 2015  Åhlénshuset Uppsala
- 2015  Sommarhus Krokholmen
- 2014  Island houses, Styrsö
- 2013  Creek house
- 2012  Sommarhus Lagnö
- 2010  Moderna museet Malmö
- 2010  Trädhotell i Harads, Boden
- 2010  Tellus / Förskolan Paletten, Stockholm
- 2008  Kalmar Konstmuseum
- 2008  Sommarhus Söderöra
- 2008  Humlegården lägenhet, Stockholm
- 2006  Archipelago house
- 2005  Double house i Nora, Danderyd
- 2005  Villa K, Stocksund
- 2002  Villa Karlsson, Tidö-Lindö
- 2001  Snowcrash huvudkontor och showroom, Hammarby

## Priser och utmärkelser i urval
- 2017  Guldstolen, Sveriges Arkitekters pris för bästa inredning: Alma creative club, Stockholm.
- 2017  Form Award for Best new design: w171 Alma lampa för Wästberg.
- 2016  Building of The Year, Education Award av Archdaily: Arkitekturskolan KTH.
- 2015  Kasper Salin-priset: Arkitekturskolan KTH.[9]
- 2015  Sveriges Arkitekters pris för Årets Villa: Creek house i Skåne.
- 2015  Årets Arkitekt, Residence magazine.
- 2016  Golden Lion, Cannes: Hemnet-hemmet.
- 2014  Design S - Giulio Cappellini Award: Mirrorcube, Trädhotellet i Harads.
- 2014  Fritz Höger Preis, Germany: Silver för Creek house i Skåne.
- 2013  House of the Year, WAN Awards, World Architecture News: House Lagnö.
- 2012  ECOLA Award, Germany: Atrium House, Första pris för CO2-optimerade nya byggnader.
- 2011  Stockholms Handelskammares Stadsmiljöpris: Förskolan Tellus, Stockholm.[10]
- 2009  Design Vanguard, Best emerging architects, Architectural Record, USA.
- 2008  Kasper Salin-priset: Kalmar Konstmuseum.[11]
- 2005  Årets Arkitekt, Residence magazine.
- 2001  CoreDesign Award: Snowcrash kontor och showroom, Stockholm.

## Böcker om Tham & Videgård Arkitekter
- 2017  El Croquis no. 188 / Tham & Videgård Arkitekter. Publicerad av El Croquis, Spanien. Essä av Juhani Pallasmaa, intervju av Michael Meredith, 256 sidor. 25 x 34 cm ISBN 9788488386946
- 2014  The Operative Elements of Architecture / Tham & Videgård Arkitekter. Bokförlaget Arena, Sverige. Hårdband, 224 sidor. 17.4 x 24.6 cm ISBN 978-91-7843-428-2
- 2012  Luoghi dell’Abitare (Places for living). Casa Editrice Libria, Melfi, Italien. Essä av Riccardo Butini; Fakulteten för Arkitektur, Florens. ISBN 9788896067765
- 2010  Out of the Real / Tham & Videgård Arkitekter. Birkhäuser Verlag, Schweiz. Hårdband, 208 sidor. 24.0 x 34.0 cm ISBN 978-3-0346-0688-2 ENG
- 2009  Tham & Videgård Arkitekter. Arvinius Förlag, Sverige. Redaktör Tomas Lauri med essäer av Kieran Long och Hans Ibelings. ISBN 978-91-85689-27-9

## Bilder

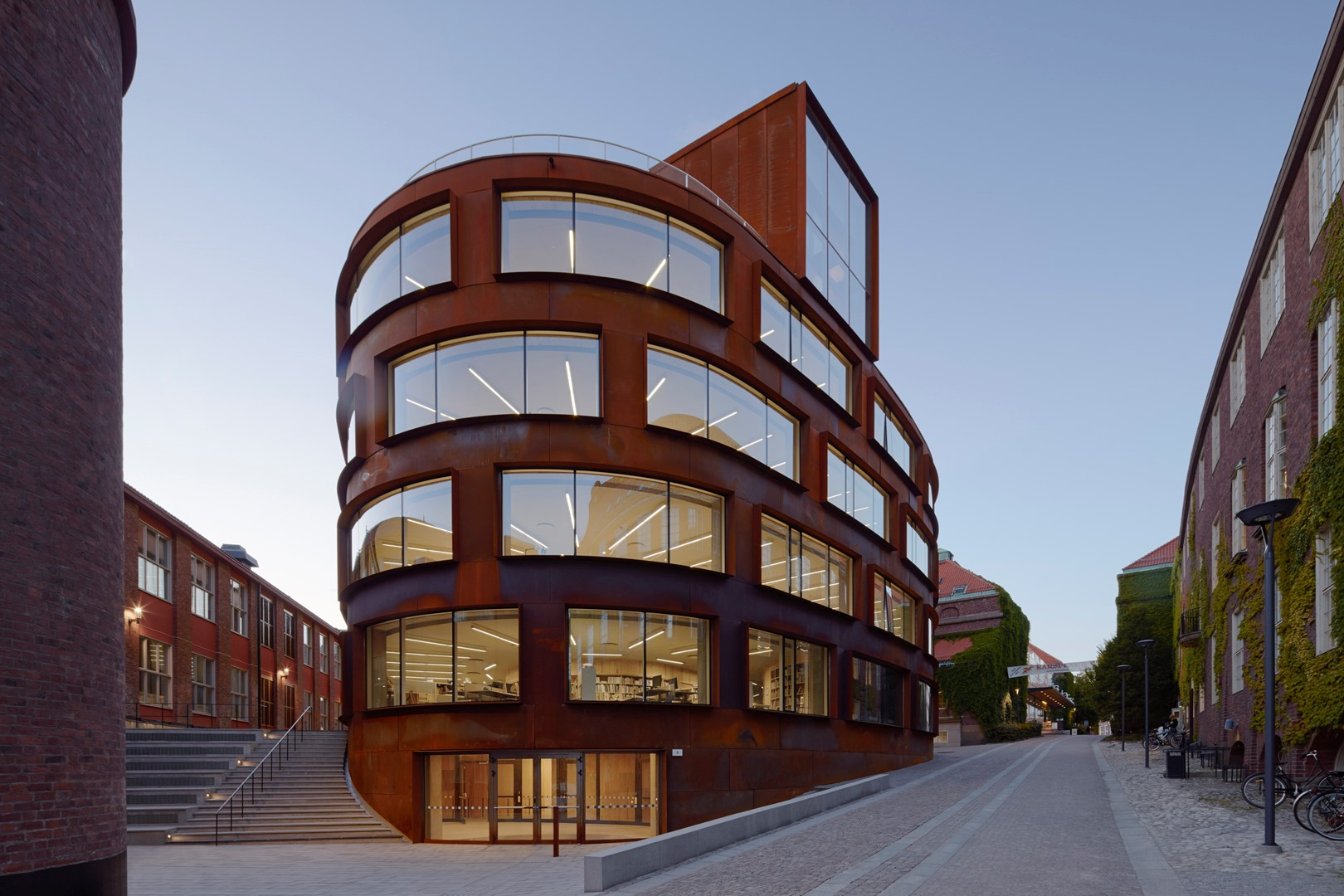
Arkitekturskolan KTH, Stockholm, 2015
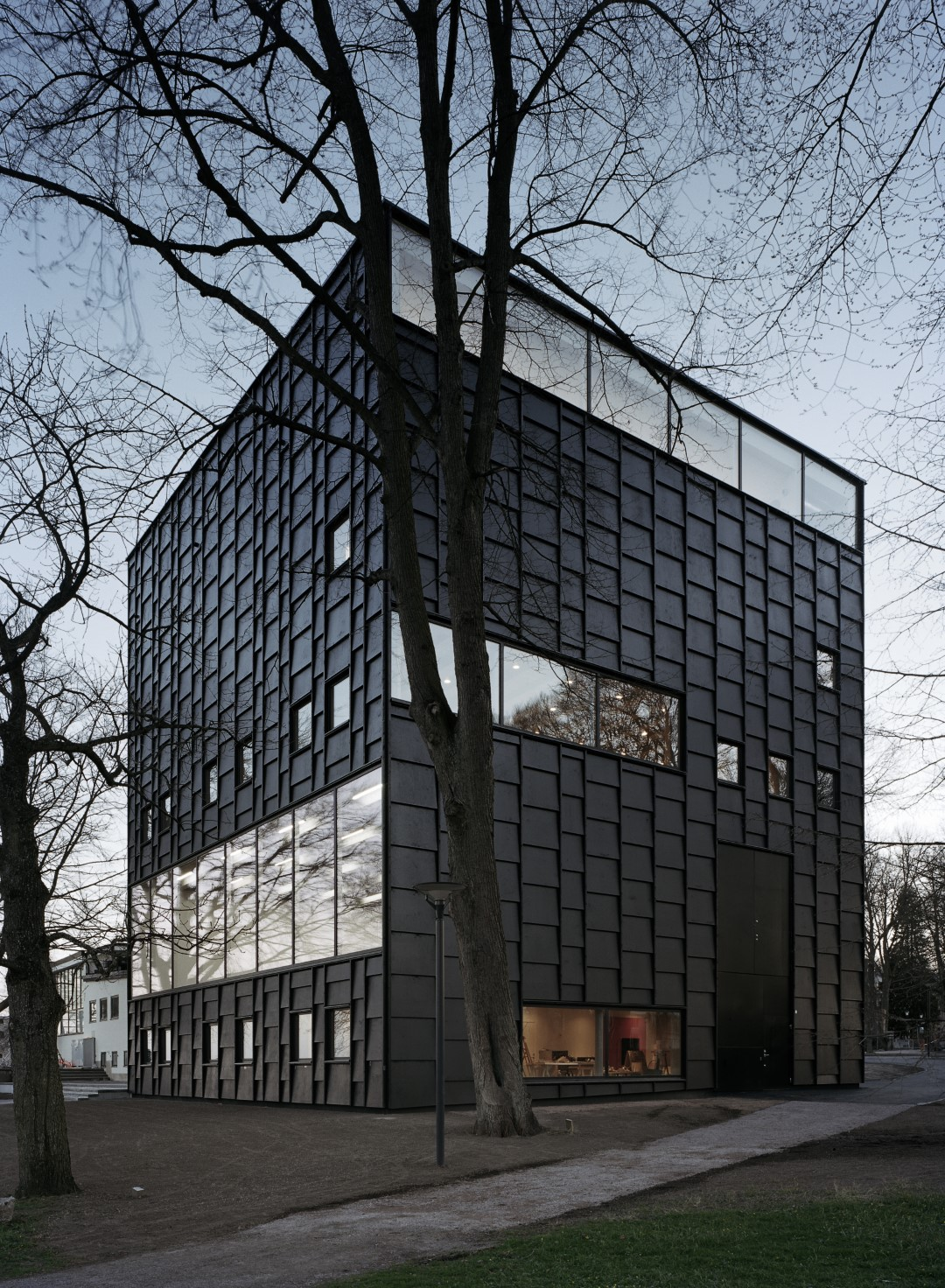
Kalmar Konstmuseum, 2008
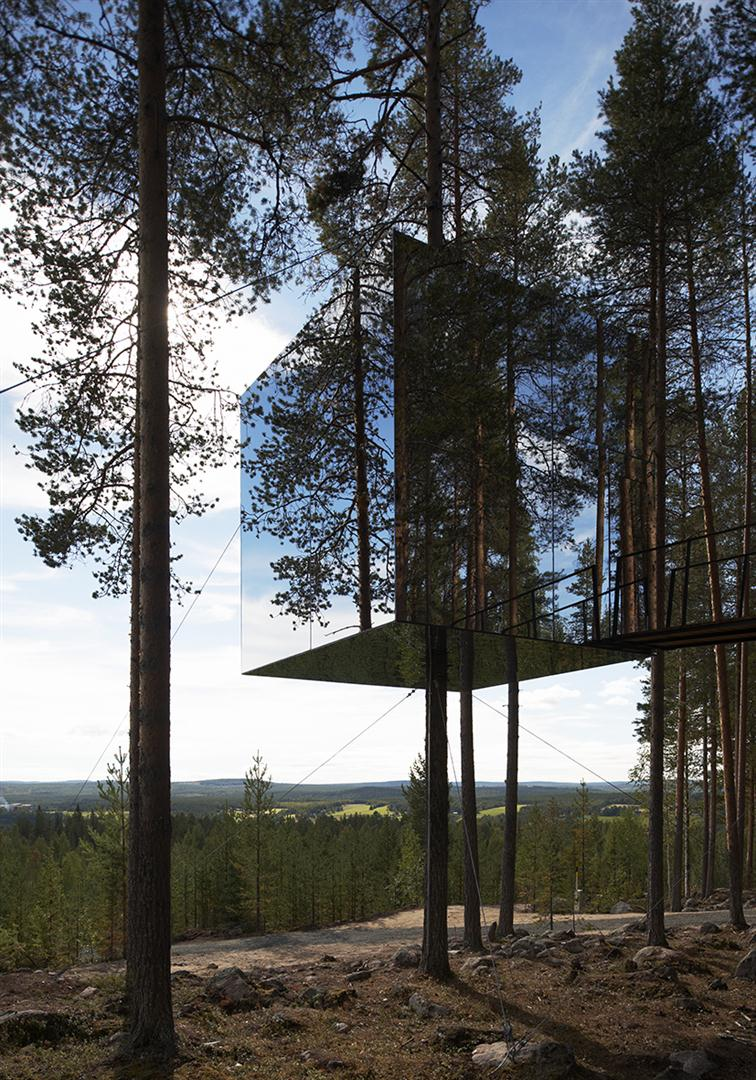
The Mirrorcube på Treehotel i Harads, 2010
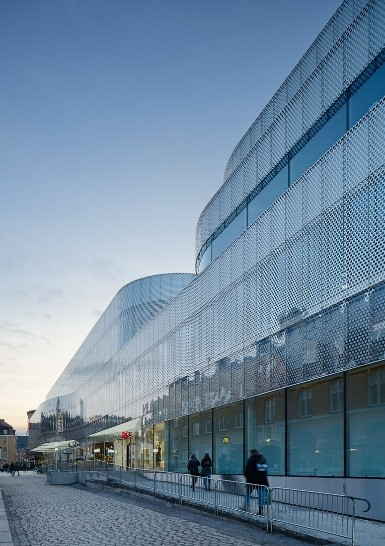
Åhlénshuset, Uppsala, 2015
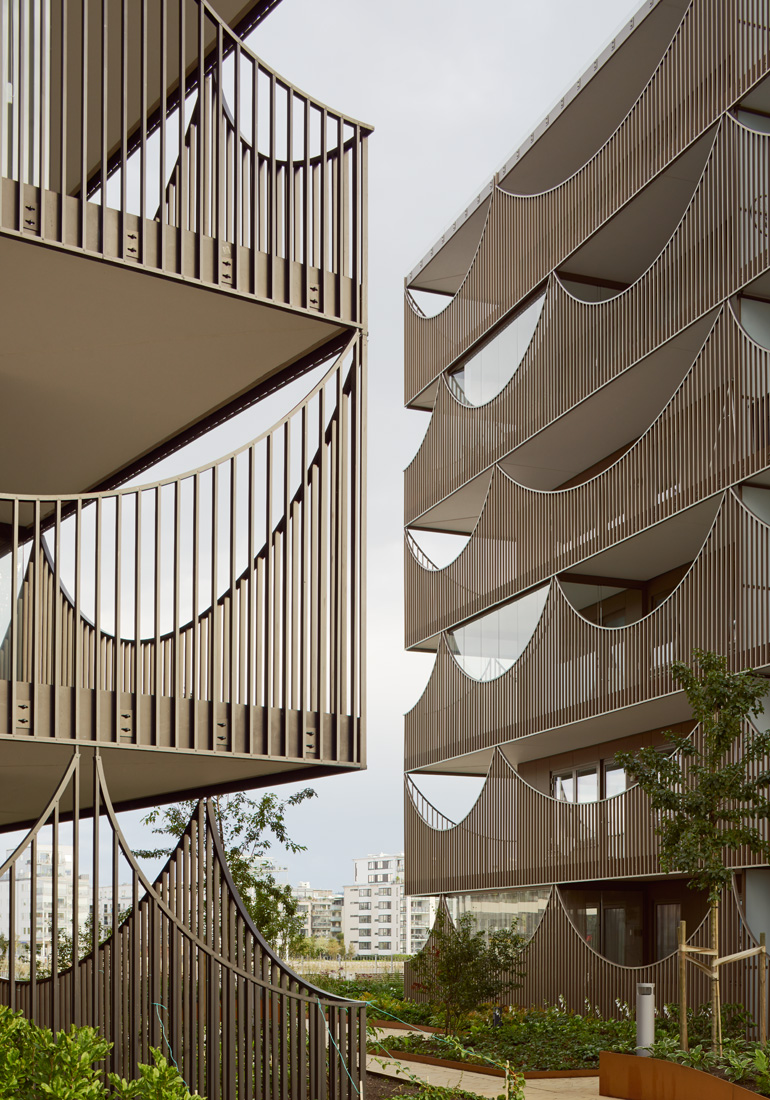
Bostäder Västra kajen, Jönköping, 2015
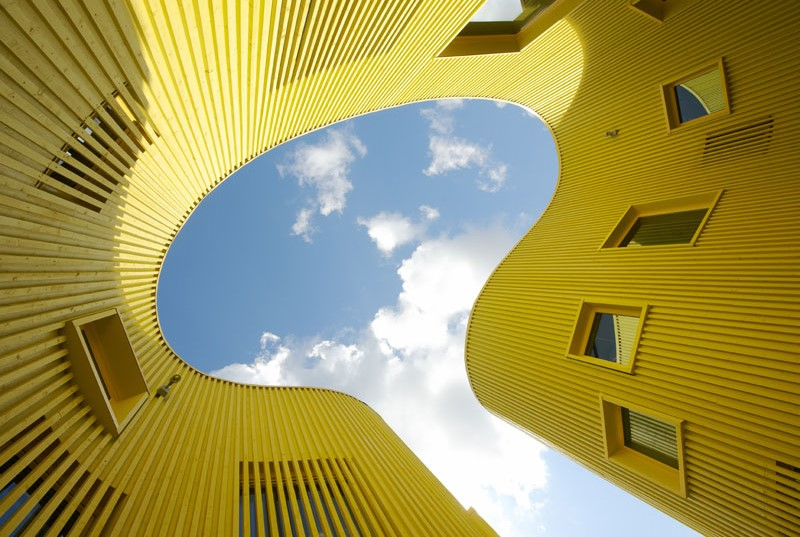
Tellus / Förskolan Paletten, Stockholm, 2010
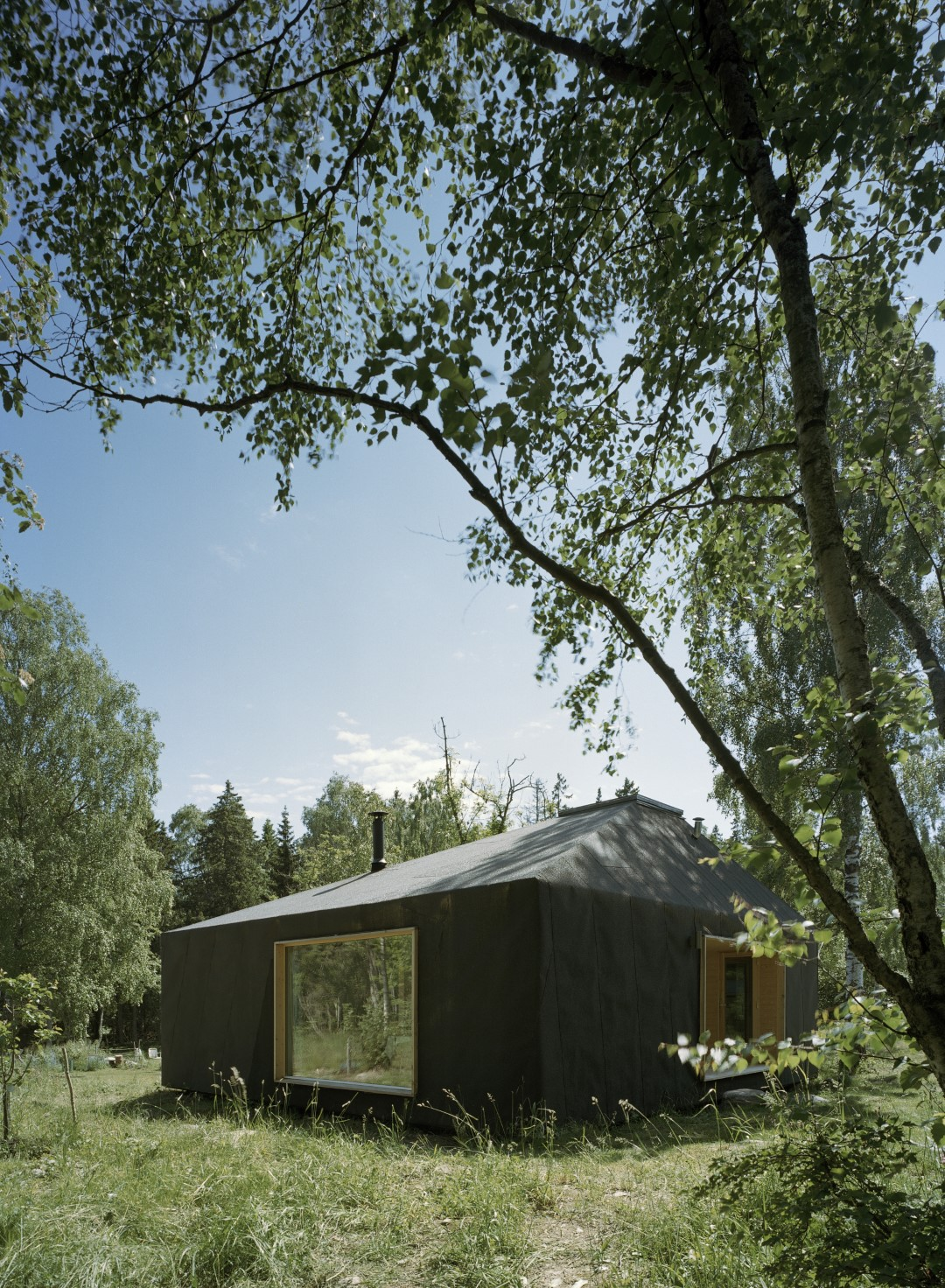
Sommarhus Söderöra, 2008
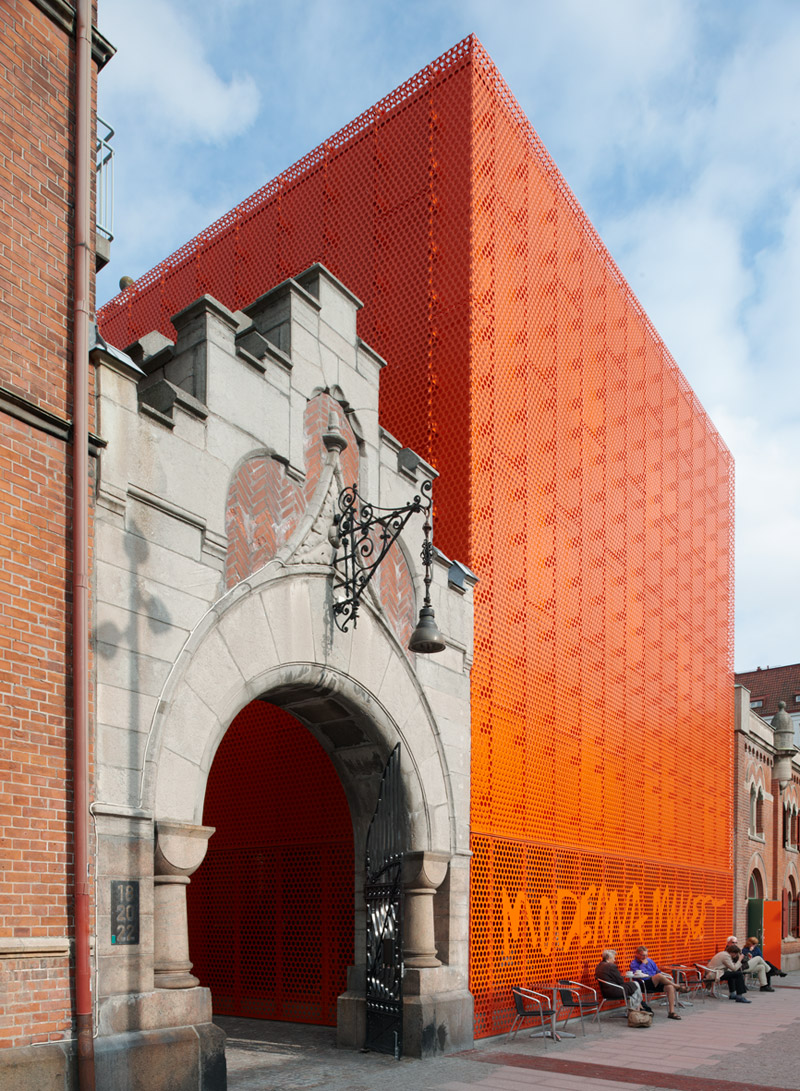
Moderna museet Malmö, 2010
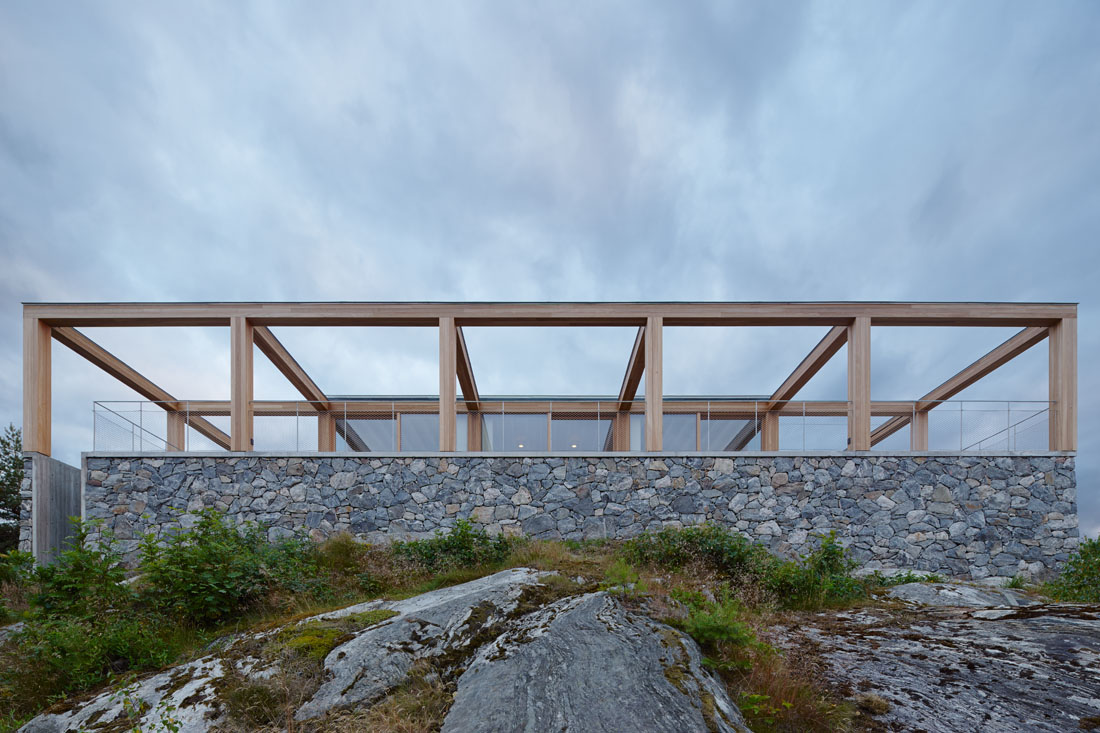
Island houses, Styrsö, 2014
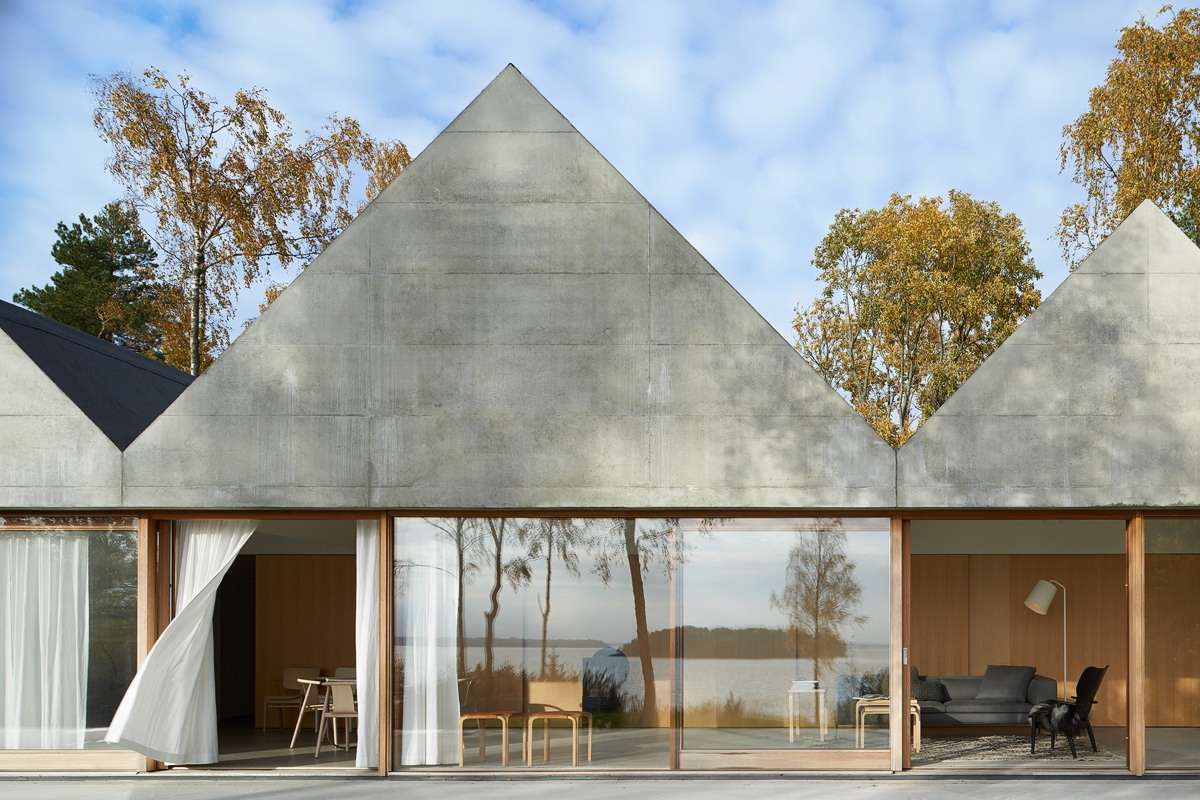
Sommarhus Lagnö, 2012
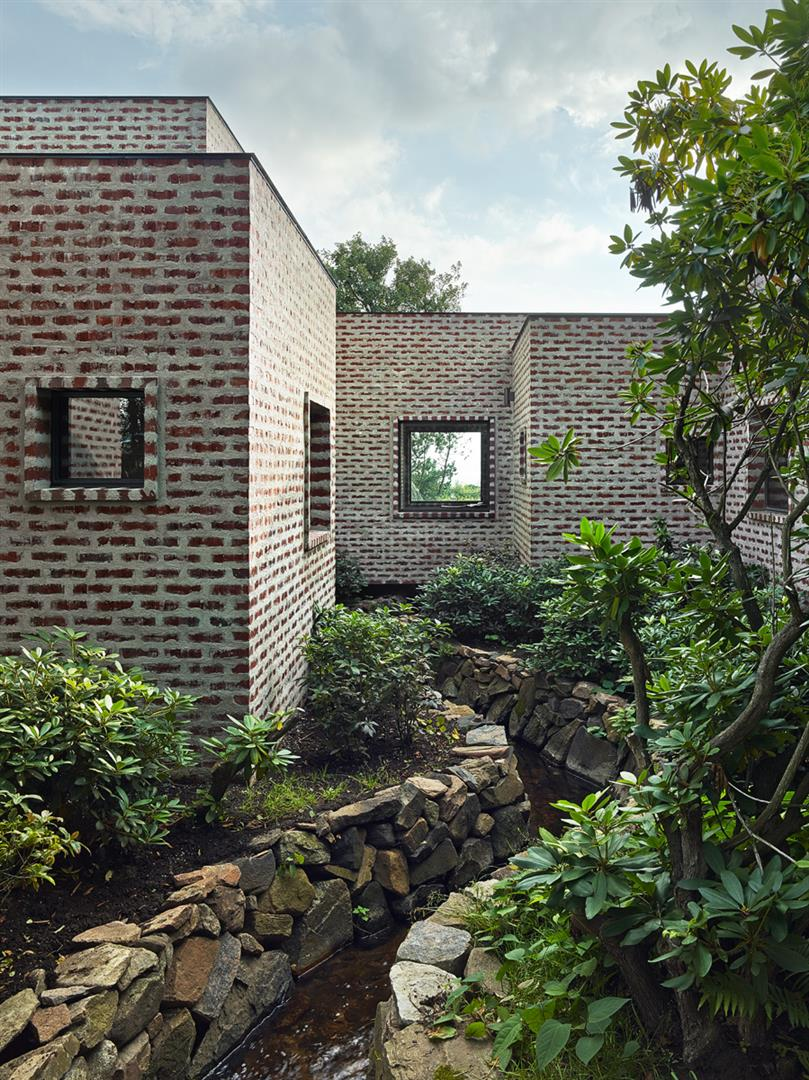
Creek house, 2013
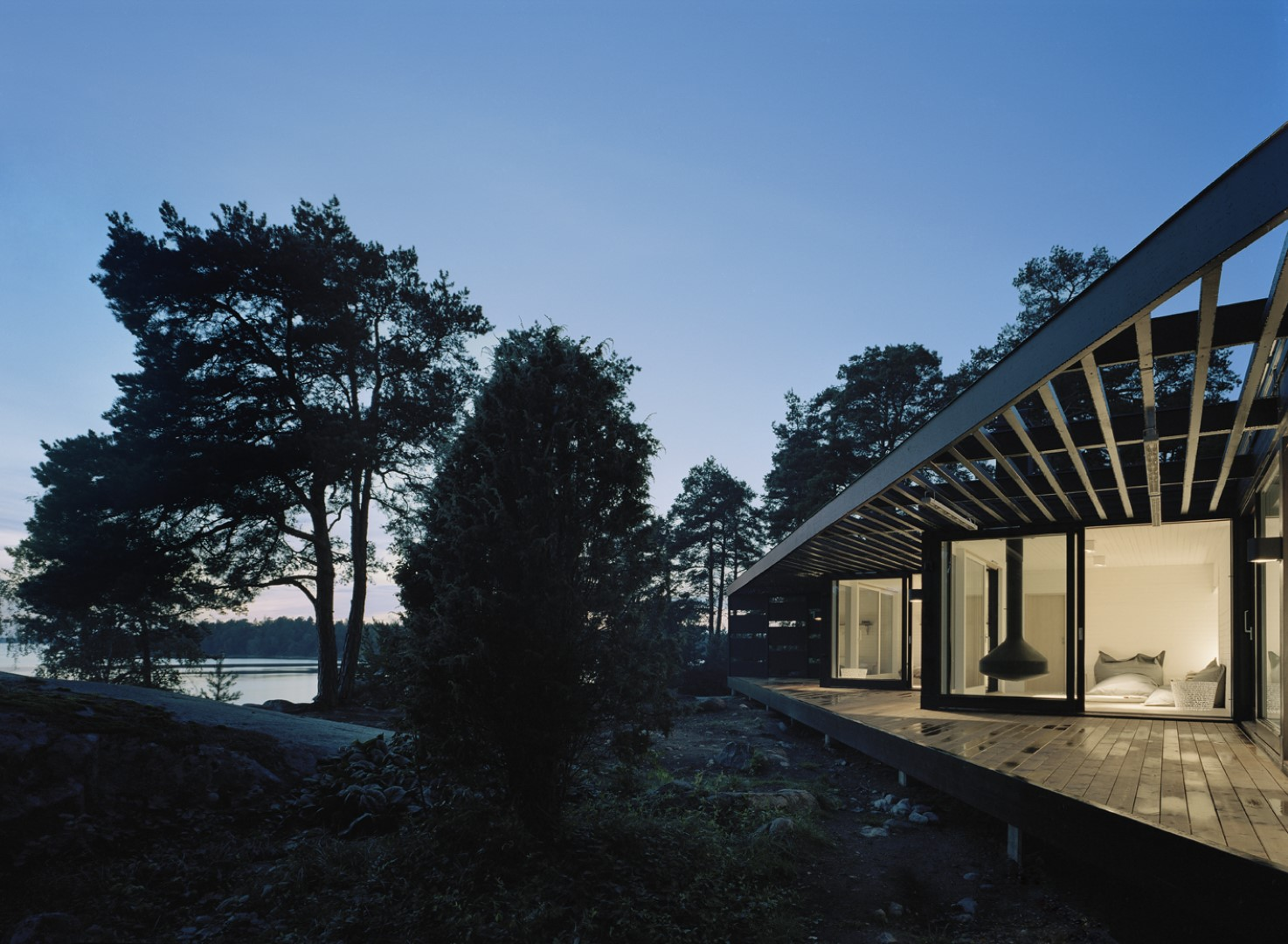
Archipelago house, 2006
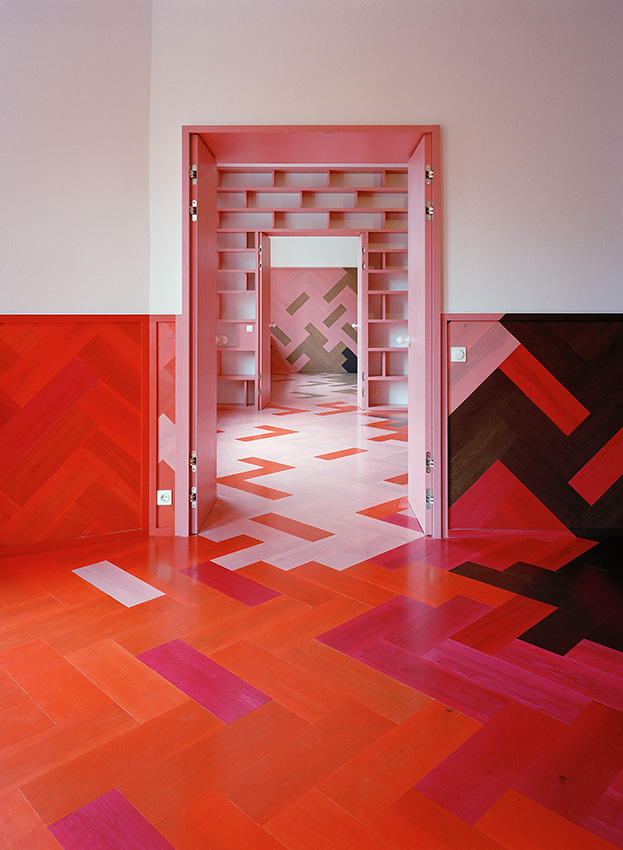
Humlegården Lägenhet, 2008
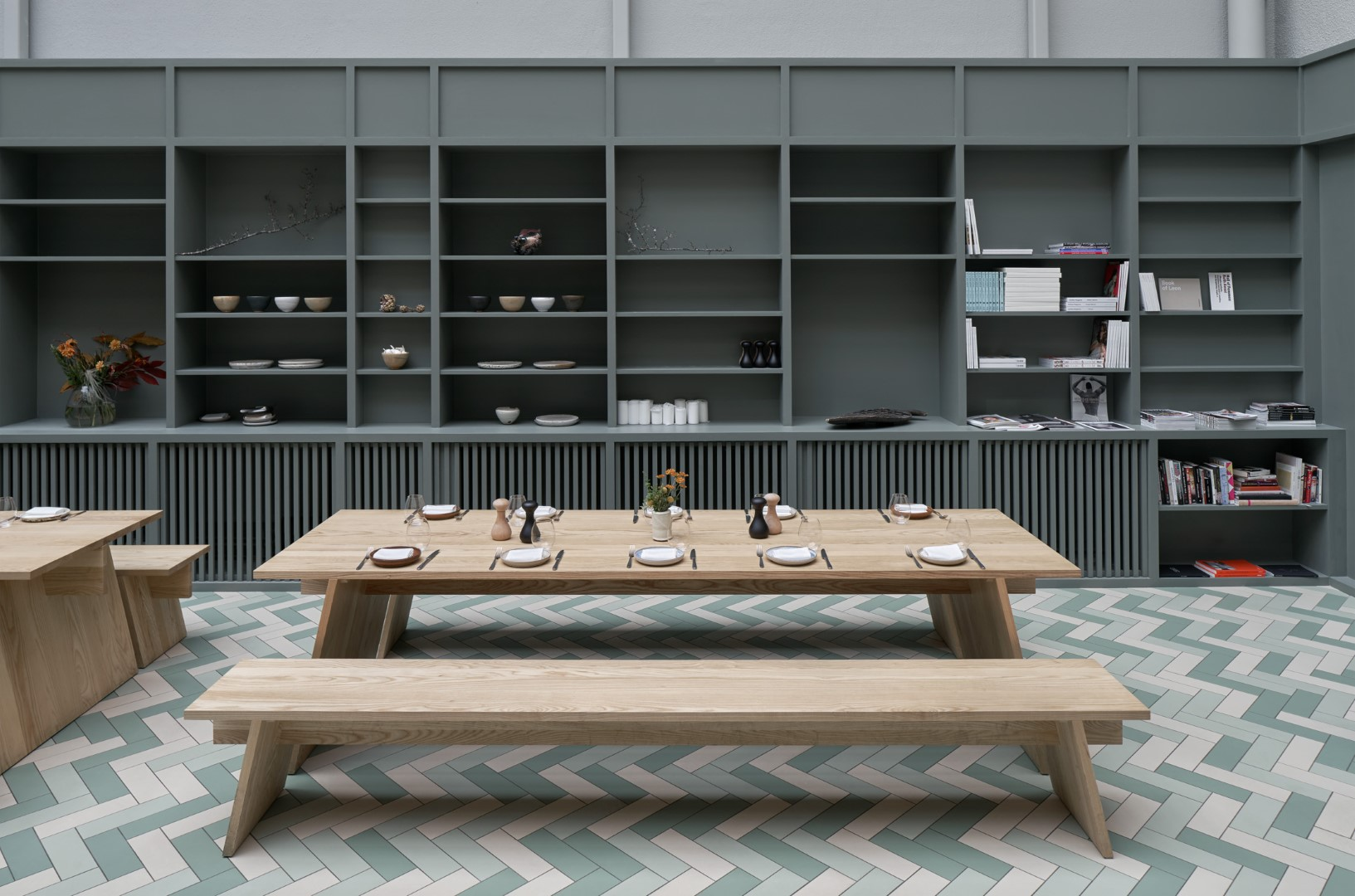
Alma creative club, Stockholm, 2017
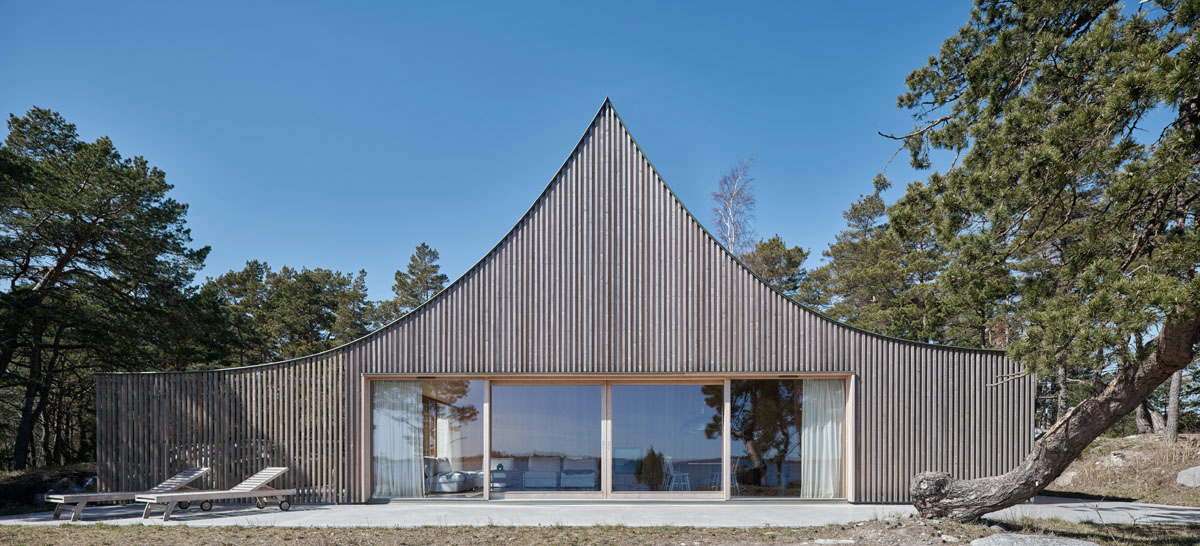
House Krokholmen, 2015